# Langford (Kanada)
Langford – miasto w Kanadzie, w prowincji Kolumbia Brytyjska, na wyspie Vancouver.